# Корф-Поште
Корф-Поште (перс. كرف پشته) — село в Ірані, у дегестані Тутакі, у Центральному бахші, шагрестані Сіяхкаль остану Ґілян. За даними перепису 2006 року, його населення становило 157 осіб, що проживали у складі 39 сімей.